# Betacallis luminiferus
Betacallis luminiferus är en insektsart. Betacallis luminiferus ingår i släktet Betacallis och familjen långrörsbladlöss. Inga underarter finns listade i Catalogue of Life.